# SYM-1

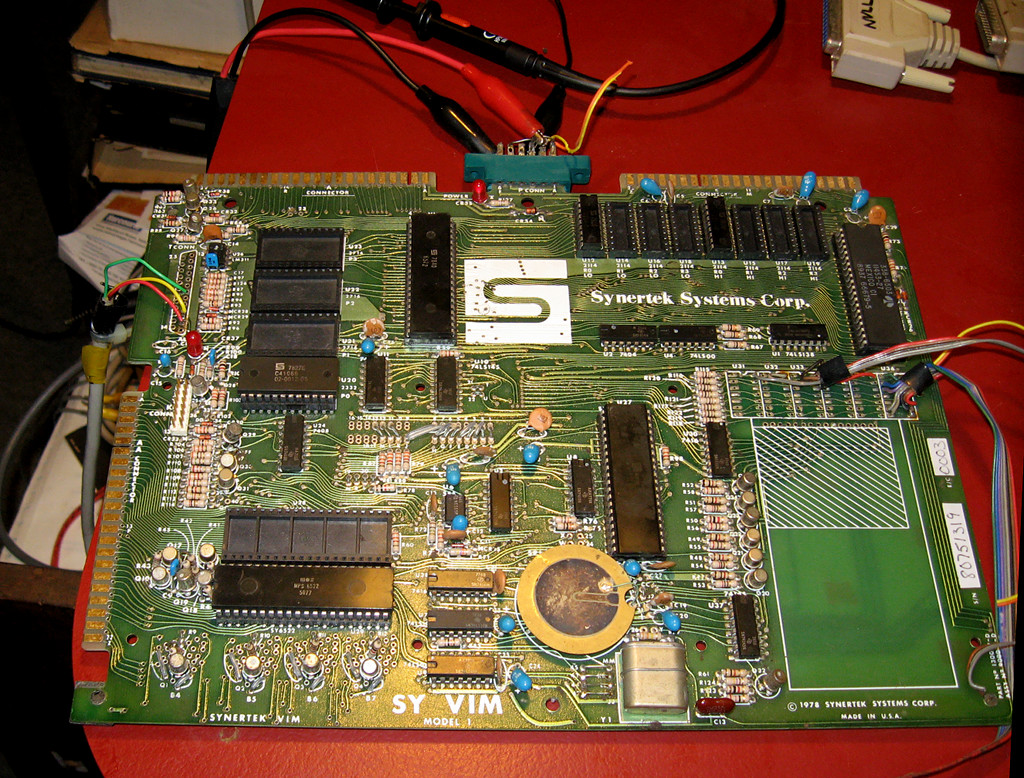
Synertek VIM-1 (1978, später SYM-1)

Der SYM-1 war ein Einplatinencomputer, der von der US-amerikanischen Firma Synertek im Jahre 1978 auf den Markt gebracht wurde. Der Rechner trug ursprünglich den Namen VIM-1 (Versatile Input Monitor), der Namen wurde aber aus rechtlichen Gründen im Jahre 1978 abgeändert.
Der SYM-1 war ein Konkurrenzprodukt zum populären MOS Technology KIM-1. Beide Produkte waren in hohem Maße baugleich und kompatibel. Im Vergleich zum KIM-1 konnte der SYM-1 alleine mit einer +5 Volt-Stromquelle betrieben werden, hatte einen umfangreichen Monitor-ROM, besaß drei konfigurierbare ROM/EPROM-Sockel und einen RS-232 seriellen Port.
Synertek verkaufte ROMs, durch die man auf dem Rechner die BASIC-Programmiersprache und einen Assembler-Editor installieren konnte.